# Servicio Arqueológico de la India
El Servicio Arqueológico de la India (Inglés: Archaeological Survey of India, Devanagiri: भारतीय पुरातत्व सर्वेक्षण, abreviatura: ASI) es un departamento del Gobierno de la India, dependiente del Ministerio de Cultura. Es responsable de los estudios arqueológicos y la conservación del patrimonio arqueológico del país, atribuciones asignadas por varias actas del Parlamento de la India. Según su página web, las funciones de la ASI son las de "explorar, excavar, conservar, preservar y proteger los monumentos y yacimientos de importancia internacional y nacional". La ASI tiene el mandato de regular el comercio de exportación de antigüedades y tesoros artísticos, para prevenir el contrabando y la falsificación de antigüedades, adquirir para el país y su exposición pública antigüedades y tesoros artísticos, y otras cuestiones relacionadas directa o indirectamente con esa actividad. Entre otras actividades, imparte formación a jóvenes arqueólogos. El Servicio Arqueológico de la India dirige un centro de formación con este fin en Nueva Delhi.

## Historia
El ASI, en su forma actual, lo fundó en 1861, bajo la administración colonial británica, Sir Alexander Cunningham con la ayuda del entonces virrey Charles John Canning. En ese momento, su área de actuación abarcaba toda la India británica, incluido Afganistán y Birmania. En sus primeros días, el ASI desarrolló una amplia actividad de exploración y excavación, lo que dio como resultado el descubrimiento de importantes yacimientos arqueológicos como los de Sankisa, Sravasti, Bharhut y Kosambi. Cunningham participó en algunos de esos descubrimientos y abrió el camino para nuevas investigaciones arqueológicas e históricas de la India. 

## Actividades
El ASI gestiona 3650 monumentos, restos y yacimientos arqueológicos de importancia nacional.